# Miyashita Hidehiro
Dans ce nom japonais, le nom de famille, Miyashita, précède le nom personnel.
Miyashita Hidehiro (宫下秀洋), né le 20 décembre 1913 et mort le 8 août 1976, est un joueur de go professionnel.

## Biographie
Miyashita est devenu 9e dan en 1960. Il a eu de nombreux disciples, dont Ishibashi Chinami, Hanawa Yasutoki, Tokimoto Hajime, Kanno Kiyonori, et Miyashita Suzue.

## Titres
| Titre                | Années |
| -------------------- | ------ |
| Oza                  | 1962   |
| Championnat d'Hayago | 1970   |